# Dota: Dračí krev
Dota: Dračí krev (v anglickém originále Dota: Dragon's Blood) je korejsko-americký animovaný fantastický televizní seriál. Je založen na videohře Dota 2 z roku 2013, kterou vyvinula a vydala společnost Valve. Producenty seriálu jsou společnosti Studio Mir a Kaiju Boulevard, animátorem je Production Reve. Měl premiéru 25. března 2021 na streamovací službě Netflix. Styl seriálu kombinuje prvky anime a západní animace.
V dubnu 2021 bylo oznámeno, že seriál získal druhou řadu, jež měla premiéru 18. ledna 2022.

## Postavy

### Hlavní postavy
- Yuri Lowenthal[1] jako Davion
- Lara Pulver[1] jako princezna Mirana
- Tony Todd[1] jako Slyrak the Ember Eldwurm
- Troy Baker[1] jako Invoker
- Josh Keaton[2] jako Bram
- Kari Wahlgren[1] jako Luna
- Alix Wilton Regan[1] jako Selemene
- Freya Tingley[1] jako Fymryn
- Stephanie Jacobsen[1] jako Drysi
- Anson Mount[1] jako Kaden
- JB Blanc[3] jako Terrorblade

## Seznam dílů

### První řada (2021)
| Č. v seriálu | Č. v řadě | Původní název                       | Český název                  | Režie       | Scénář                          | Premiéra na Netflixu |
| ------------ | --------- | ----------------------------------- | ---------------------------- | ----------- | ------------------------------- | -------------------- |
| 1            | 1         | What the Thunder Said               | Hromobití promluvilo         | Pak So-jong | Ashley Miller                   | 25. března 2021      |
| 2            | 2         | Princess of Nothing                 | Princezna bez království     | Kim Ui-čong | Steven Melching                 | 25. března 2021      |
| 3            | 3         | Neverwhere Land                     | Neverwhere land              | Pak So-jong | Ashley Halloran                 | 25. března 2021      |
| 4            | 4         | The Monster at the End of This Book | Příšera na konci téhle knihy | Kim Ui-čong | Mitch Iverson                   | 25. března 2021      |
| 5            | 5         | The Fire Sermon                     | Kázání ohně                  | Pak So-jong | Steven Melching                 | 25. března 2021      |
| 6            | 6         | Knight, Death and the Devil         | Rytíř, smrt a ďábel          | Kim Ui-čong | Ashley Halloran a Mitch Iverson | 25. března 2021      |
| 7            | 7         | Speak the Words                     | Řekni ta slova               | Pak So-jong | Amy Chu                         | 25. března 2021      |
| 8            | 8         | A Game of Chess                     | Partie šachů                 | Kim Ui-čong | Ashley Miller                   | 25. března 2021      |

### Druhá řada (2022)
| Č. v seriálu | Č. v řadě | Původní název              | Český název          | Režie          | Scénář                          | Premiéra na Netflixu |
| ------------ | --------- | -------------------------- | -------------------- | -------------- | ------------------------------- | -------------------- |
| 9            | 1         | Nothing with Nothing       | Nic s ničím          | Pak So-jong    | Ashley Miller                   | 18. ledna 2022       |
| 10           | 2         | My Sword, My Life          | Můj meč, můj život   | Hang Čchong-il | Steven Melching                 | 18. ledna 2022       |
| 11           | 3         | The Lady of Situations     | Paní situací         | Han Sung-u     | Ashley Halloran                 | 18. ledna 2022       |
| 12           | 4         | Desolate and Empty the Sea | Pusté a prázdné moře | Pak So-jong    | Mitch Iverson                   | 18. ledna 2022       |
| 13           | 5         | The Burial of the Dead     | Pohřbívání mrtvých   | Han Sung-u     | Ashley Halloran a Mitch Iverson | 18. ledna 2022       |
| 14           | 6         | The Hyacinth Girl          | Dívka s hyacinty     | Pak So-jong    | Amy Chu                         | 18. ledna 2022       |
| 15           | 7         | The Violet Hour            | Fialová hodina       | Han Sung-u     | Steven Melching                 | 18. ledna 2022       |
| 16           | 8         | Unreal City                | Neskutečné město     | Pak So-jong    | Ashley Edward Miller            | 18. ledna 2022       |

### Třetí řada (2022)
| Č. v seriálu | Č. v řadě | Původní název                           | Český název                 | Režie                       | Scénář                         | Premiéra na Netflixu |
| ------------ | --------- | --------------------------------------- | --------------------------- | --------------------------- | ------------------------------ | -------------------- |
| 17           | 1         | The Wind Under the Door                 | Vítr vane pode dveřmi       | Han Sung-u, Mio Del Rosario | Ashley Edward Miller           | 11. srpna 2022       |
| 18           | 2         | Hell of Hells                           | Peklo pekelné               | Pak So-jong                 | Steven Melching                | 11. srpna 2022       |
| 19           | 3         | This Stranger's Life                    | Pod stínem                  | Han Sung-u, Mio Del Rosario | Mitch Iverson                  | 11. srpna 2022       |
| 20           | 4         | The Hanged Man                          | Oběšenec                    | Pak So-jong                 | Ashley Halloran                | 11. srpna 2022       |
| 21           | 5         | Summons of the Ideal                    | Hlasatelé ideálů            | Han Sung-u                  | Chiara Farina, Zach Ragatz     | 11. srpna 2022       |
| 22           | 6         | Twelve Thousand, Four Hundred and Three | Dvanáct tisíc čtyři sta tři | Pak So-jong                 | Ashley Halloran, Mitch Iverson | 11. srpna 2022       |
| 23           | 7         | Lunartropism                            | Lunární tropismus           | Han Sung-u                  | Steven Melching                | 11. srpna 2022       |
| 24           | 8         | Consider Phlebas                        | Pomysli na Fléba            | Pak So-jong                 | Ashley Edward Miller           | 11. srpna 2022       |

## Výroba
V únoru 2021 Netflix oznámil, že plánuje vydat nový animovaný fantastický seriál, jež bude vycházet z MOBA videohry Dota 2 z roku 2013, kterou vyvinula a vydala společnost Valve. Producentem se stalo jihokorejské Studio Mir a americká společnost Kaiju Boulevard scenáristy Ashleyho Millera. Jihokorejské studio Production Reve je animátorem seriálu. Seriál měl premiéru 25. března 2021.
V dubnu 2021 bylo oznámeno, že je druhá řada seriálu ve výrobě. Premiéru měla mít 6. ledna 2022, ta však nakonec proběhla až 18. ledna.

## Vydání
Dota: Dračí krev měla premiéru 25. března 2021 na streamovací službě Netflix. Teaser seriálu byl zveřejněn 19. února a plný trailer 1. března 2021. Spolu s uvedením seriálu bylo na YouTube vydáno propagační video „Basshunter Dota Revival“. V něm zpívá švédský hudebník Basshunter během hraní Doty 2 píseň „Vi sitter i Ventrilo och spelar DotA“ a jsou v něm použity záběry z Doty: Dračí krev.

## Kritika
První řada seriálu dostala od recenzního agregátoru Rotten Tomatoes 75 %, s průměrným hodnocením 7,60 z 10. Kritika je založena na 12 recenzích.